# Werkstoffauswahl
Als Werkstoffauswahl bezeichnet man zusammenfassend alle Schritte im Konstruktionsprozess eines Bauteils, die dazu dienen, ein nach allen Stoffeigenschaften (strukturelle Anforderungen, Funktionalität, optische Erscheinung, Korrosionsbeständigkeit etc.) geeignetes Material auszuwählen, aus dem das Bauteil letztendlich gefertigt wird.
Grundlage für jede Auswahl eines Werkstoffs sind Werkstoffnormen (zum Beispiel DIN-Normen) und Werkstoffdatenblätter (meist vom Hersteller oder von Abnahmegesellschaften), die durch Kundenspezifikationen weiter eingeschränkt werden können. Die Auswahl erfolgt heutzutage sinnvollerweise über Werkstoffdatenbanken.

## Wirtschaftliche Aspekte
Obwohl Faktoren wie strukturelle Anforderungen, Funktionalität oder Korrosionsbeständigkeit objektiv betrachtet die wichtigeren sind, müssen sie heutzutage oft hinter der optischen Erscheinung zurückstehen, da diese für das Marketing sehr wichtig ist. Auch die Kosten sind häufig ein Grund dafür, dass ein nur eingeschränkt geeigneter Werkstoff ausgewählt wird. In diesem Zusammenhang hat sich beispielsweise der Begriff der acountancy induced corrosion („von der Buchhaltung verursachte Korrosion“) entwickelt, der darauf verweist, dass später im Betrieb Korrosionsschäden auftreten, die bei Auswahl eines teureren Werkstoffs hätten vermieden werden können. Hier ergibt sich die Frage nach dem Verhältnis von Anschaffungs- und Instandhaltungskosten, auch Life-cycle-costs, also „Lebens-Zyklus-Kosten“ genannt. Gerade im Bereich der Korrosion, aber auch bei anderen Faktoren ist die Frage nach den Kosten ein wichtiger Punkt, da beispielsweise bei Stählen eine bessere Eignung häufig mit einem höheren Gehalt an Legierungselementen einhergeht, was gerade bei den heutigen Rohstoffpreisen enormen Einfluss auf die Kosten hat.

## Technische Aspekte
Der unter technischen Gesichtspunkten am besten geeignete Werkstoff ist derjenige, der die beste Kombination von Eigenschaften aufweist. Nach oben sind den möglichen Bauteilkosten unter technischen Aspekten fast keine Grenzen gesetzt. Ziel des Entwicklers muss es jedoch sein, mit möglichst geringen Kosten ein möglichst hochwertiges Bauteil zu designen. Dabei muss auch die Verfügbarkeit von Materialien berücksichtigt werden. Ist ein Werkstoff nicht verfügbar, nutzt auch ein günstiger Preis nichts. In der modernen Wirtschaft sind die technischen Aspekte meist zweitrangig. Die wirtschaftlichen, oft kurzfristig orientierten Aspekte stehen in der Regel im Vordergrund, was dazu führt, dass oftmals ein niedrigerer Anschaffungspreis wichtiger ist als die Lebensdauer.

## Umweltrelevante Aspekte
Im Zuge des Klimawandels spielen im Rahmen der Werkstoffauswahl auch umweltrelevante Aspekte eine zunehmende Rolle. Die bei der Werkstoffherstellung erzeugten Umweltauswirkungen können sich aufgrund der Herstellungsprozesse und der damit einhergehenden Energiebedarfe stark unterscheiden. Während bspw. das Treibhauspotential für warmgewalzten Stahl bei ca. 2,1 kg CO2-Äquivalenten je kg Material liegt, beträgt dieses für Aluminium ca. 10,8 kg CO2-Äquivalente und für Kohlenstofffasern bei über 30 kg CO2-Äquivalente. Darüber hinaus können mittels Lebenszyklusanalyse die Umweltbelastungen entlang des gesamten Lebenszyklus eines Produktes ermittelt werden, was die Materialauswahl beeinflussen kann. Gerade in der Luftfahrt eignet sich zum Beispiel der Einsatz von Faserverbundwerkstoffen oder Leichtbaumetallen besonders. Die Materialauswahl ist entscheidend für die Produktmasse und den damit einhergehenden Kerosinverbrauch, wodurch die Umweltbelastung der Nutzungsphase signifikant reduzierbar ist. Zudem werden vermehrt Mindestquoten für den Rezyklateinsatz gefordert und von vielen Unternehmen realisiert, wodurch die Nachfrage an Sekundärmaterial (welches ggf. schlechtere wirtschaftliche und/oder technische Eigenschaften aufweisen kann) zunimmt.